# Boljoon
Boljoon est une municipalité de la province de Cebu, au sud-est de l'île de Cebu, aux Philippines.

## Généralités
Elle est entourée des municipalités de Oslob au sud, Alcoy au nord, Malabuyoc à l'ouest, et du détroit de Cebu (reliant la mer de Bohol et la mer des Camotes) à l'est.
Elle est administrativement constituée de 11 barangays (quartiers/districts/villages) :
- Baclayan
- El Pardo
- Granada
- Lower Becerril
- Poblacion
- San Antonio
- Upper Becerril
- Arbor
- Lunop
- Nangka
- South Granada

Sa population en 2019 est d'environ 20 000 habitants.

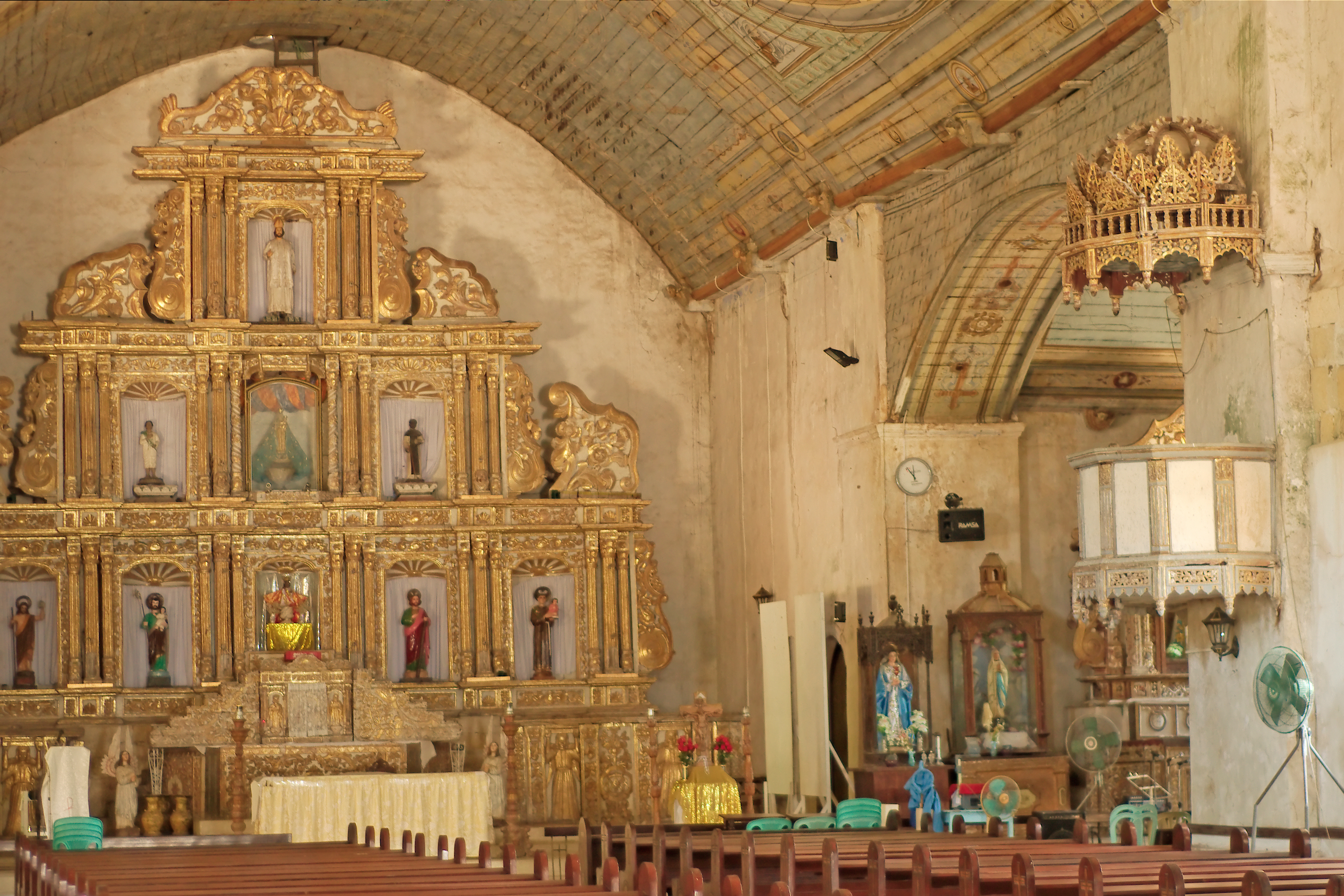
Église de Boljoon : autel